# Konflikt (TV-serie)
Konflikt (finska: Konflikti) är en finländsk thriller- och dramaserie som hade premiär i Finland den 30 november 2024. Serien är skapad av Andrei Alén, Helena Immonen och Aku Louhimies.

## Handling
Midsommarfirandet i Hangö är i full gång när en okänd fiende invaderar och förvandlar festligheterna till ett blodigt gisslandrama.

## Rollista (i urval)
- Sara Soulié - president Linnea Saaristo
- Pirkka-Pekka Petelius - Kai Laavakuru
- Jannika Niilerpalo - Noora
- Sandra Hagelstam - Mia Taanila
- Peter Franzén - kapten Rami Ohrankämmen
- Charles Gibbons - Jeff Williams
- Akseli Ilvesniemi - Matti Rannila
- Hector Björklund - Antti Suuros
- Jukka Puotila - general Parviainen
- Samuli Vauramo - kapten Kraus
- Larry Lamb -- Martin Wright